# Asansol
Asansol (bengalî : আসানসোল) est une ville de l'État du Bengale-Occidental, en Inde. Elle est la deuxième plus grande ville de l'État après la capitale, Calcutta. Asansol est l'une des villes qui connaît le développement le plus rapide du pays.
Elle est le siège du district de Paschim Bardhaman.

## Géographie
Asansol est située dans la vallée de la Dâmodar, à environ 200 km de Calcutta.

## Économie
Important centre d'exploitation du charbon, Asansol est une ville industrielle et l'un des principaux centres commerciaux de l'Inde.

## Galerie

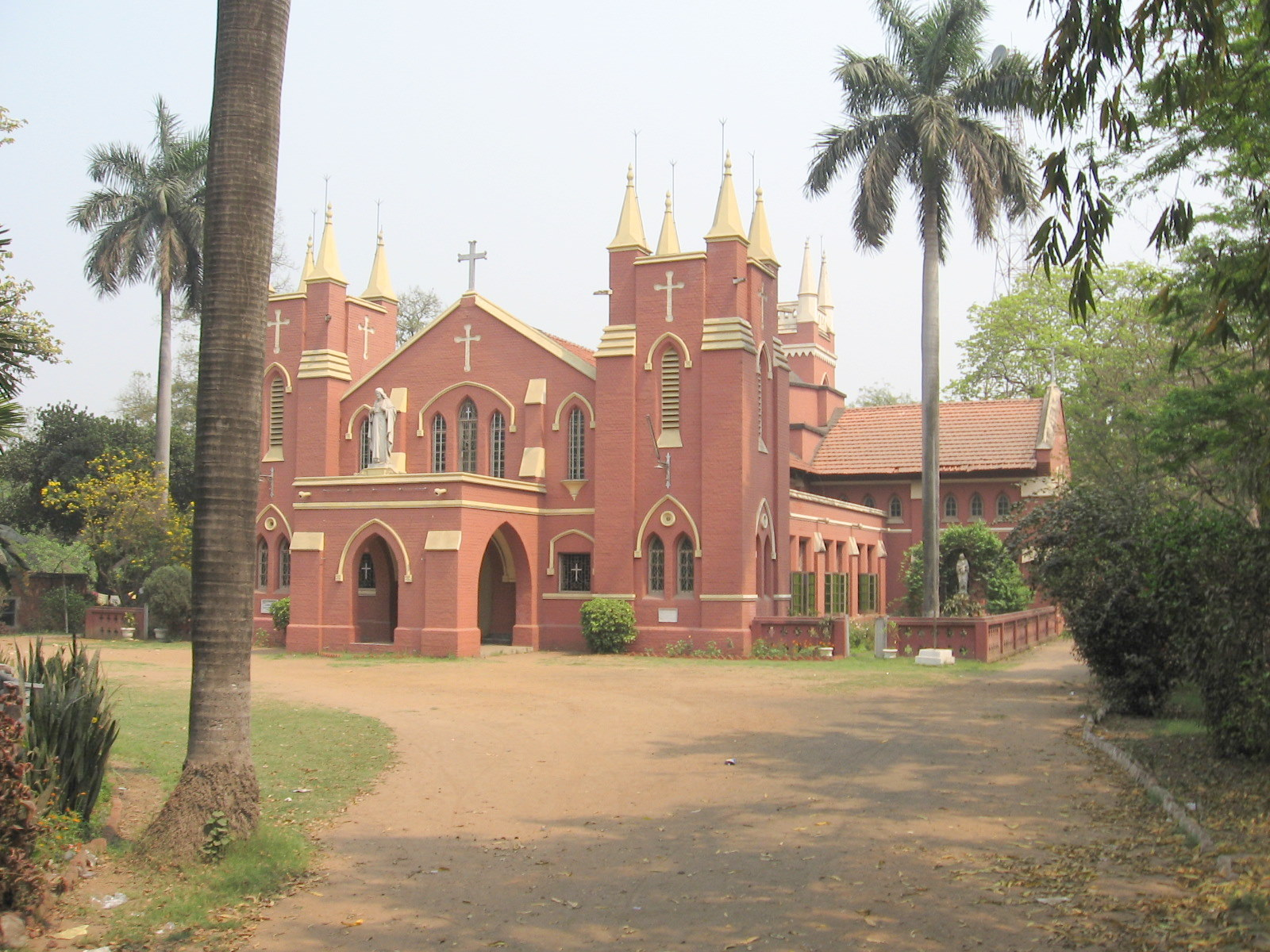
Église catholique
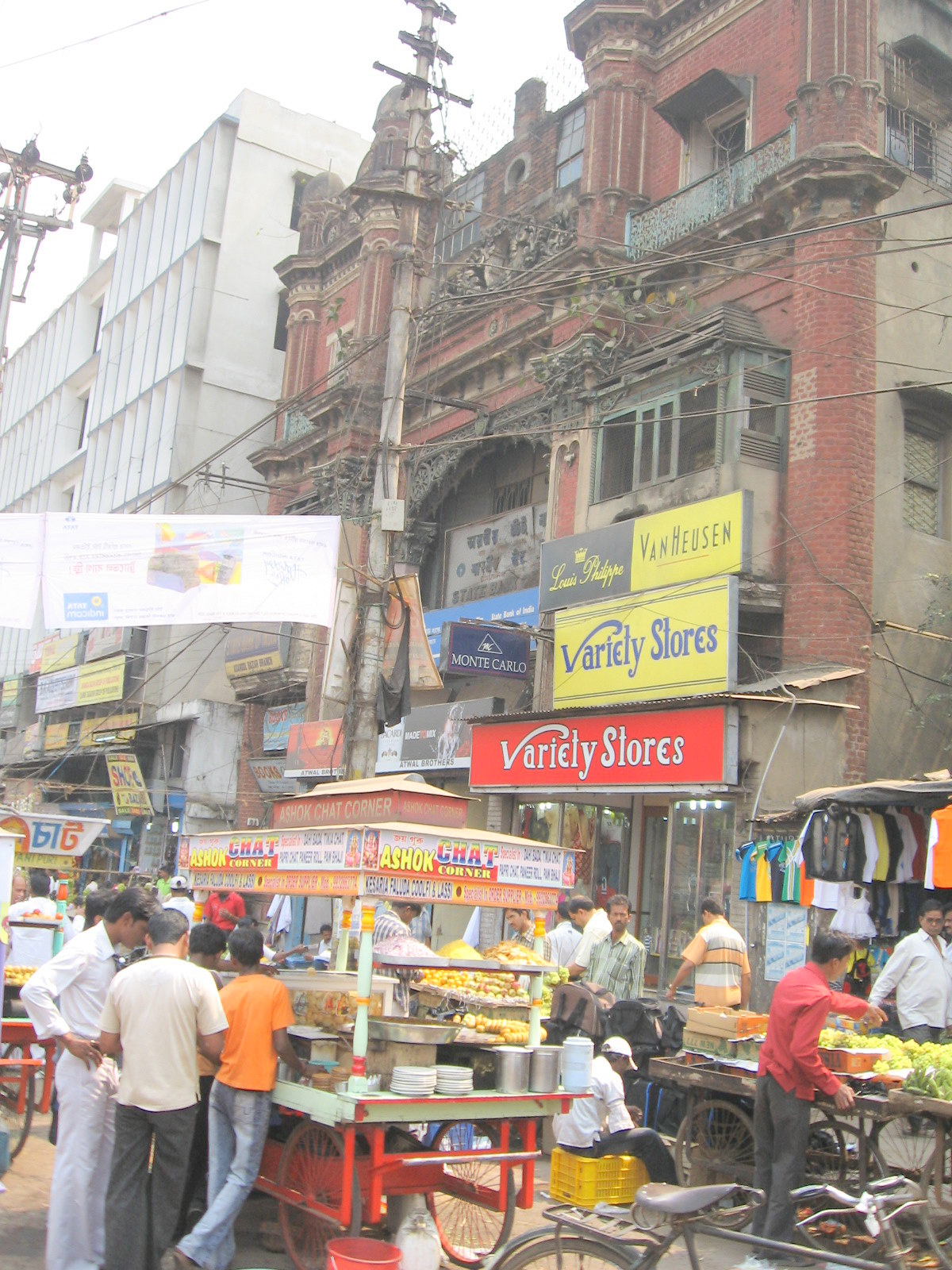
Commerçants dans GT Road